# Florence Masnada
Florence Masnada-Aubonnet, francoska alpska smučarka, * 16. december 1968, Vizille.
Trikrat je nastopila na olimpijskih igrah in osvojila bronasti medalji leta 1992 v kombinaciji in 1998 v smuku. Bronasto medaljo v smuku je osvojila tudi na Svetovnem prvenstvu 1999. V svetovnem pokalu je tekmovala enajst sezon med letoma 1988 in 1999 ter dosegla eno zmago in še sedem uvrstitev na stopničke. V skupnem seštevku svetovnega pokala se je najvišje uvrstila na enajsto mesto leta 1997, leta 1991 je osvojila kombinacijski mali kristalni globus.